# Piero di Lorenzo de' Medici
Piero di Lorenzo de' Medici, född 1472, död 1503, omtalad som il Fatuo och lo Sfortunato, alltså den ödesdrabbade eller den olycklige, var härskare över Florens från 1492 till 1494. Han var son till Lorenzo de' Medici och Clarissa Orsini och gift 1488 med Alfonsina Orsini.